# Mittois
Mittois és un municipi francès situat al departament de Calvados i a la regió de Normandia. L'any 2007 tenia 168 habitants.

## Demografia

### Població
El 2007 la població de fet de Mittois era de 168 persones. Hi havia 52 famílies de les quals 24 eren parelles sense fills, 24 parelles amb fills i 4 famílies monoparentals amb fills.
La població ha evolucionat segons el següent gràfic:
Habitants censats

### Habitatges
El 2007 hi havia 73 habitatges, 53 eren l'habitatge principal de la família, 16 eren segones residències i 3 estaven desocupats. Tots els 73 habitatges eren cases. Dels 53 habitatges principals, 39 estaven ocupats pels seus propietaris, 13 estaven llogats i ocupats pels llogaters i 1 estava cedit a títol gratuït; 1 tenia una cambra, 1 en tenia dues, 12 en tenien tres, 13 en tenien quatre i 26 en tenien cinc o més. 41 habitatges disposaven pel capbaix d'una plaça de pàrquing. A 21 habitatges hi havia un automòbil i a 29 n'hi havia dos o més.

### Piràmide de població
La piràmide de població per edats i sexe el 2009 era:
| Homes | Edats   | Dones |
| ----- | ------- | ----- |
| 0     | 95 o +  | 0     |
| 0     | 90 a 94 | 0     |
| 0     | 85 a 89 | 0     |
| 0     | 80 a 84 | 0     |
| 0     | 75 a 79 | 0     |
| 0     | 70 a 74 | 0     |
| 8     | 65 a 69 | 8     |
| 12    | 60 a 64 | 16    |
| 0     | 55 a 59 | 4     |
| 4     | 50 a 54 | 4     |
| 12    | 45 a 49 | 12    |
| 4     | 40 a 44 | 12    |
| 4     | 35 a 39 | 0     |
| 4     | 30 a 34 | 0     |
| 4     | 25 a 29 | 4     |
| 0     | 20 a 24 | 4     |
| 0     | 15 a 19 | 4     |
| 8     | 10 a 14 | 4     |
| 0     | 5 a 9   | 4     |
| 16    | 0 a 4   | 4     |

## Economia
El 2007 la població en edat de treballar era de 98 persones, 60 eren actives i 38 eren inactives. De les 60 persones actives 58 estaven ocupades (30 homes i 28 dones) i 2 estaven aturades (1 home i 1 dona). De les 38 persones inactives 2 estaven jubilades, 11 estaven estudiant i 25 estaven classificades com a «altres inactius».

### Ingressos
El 2009 a Mittois hi havia 54 unitats fiscals que integraven 151 persones, la mediana anual d'ingressos fiscals per persona era de 19.120 €.

### Activitats econòmiques
Dels 4 establiments que hi havia el 2007, 1 era d'una empresa de construcció, 2 d'empreses de comerç i reparació d'automòbils i 1 d'una empresa de serveis.
Dels 3 establiments de servei als particulars que hi havia el 2009, 1 era un taller de reparació d'automòbils i de material agrícola, 1 guixaire pintor i 1 empresa de construcció.
L'any 2000 a Mittois hi havia 6 explotacions agrícoles que ocupaven un total de 339 hectàrees.

## Poblacions més properes
El següent diagrama mostra les poblacions més properes.